# Winfried Weiß
Winfried „Winnie“ Weiß (* 18. Januar 1934; † 27. Juni 2015 in Werden) war ein deutscher Fußballtrainer.

## Sportlicher Werdegang
Ende der 1960er Jahre stieß Weiß als Trainerassistent von Albert Becker zum 1. FC Mülheim-Styrum, mit dem er innerhalb von zwei Spielzeiten aus der viertklassigen Landesliga Niederrhein in die zweitklassige Regionalliga West aufstieg. Nach dem Abschied Beckers zur SSVg Velbert im Sommer 1972 assistierte er eine Spielzeit Josef Gesell, ehe im Sommer 1973 Becker zum 1. FC Mülheim zurückkehrte. Der 1. FC Mülheim-Styrum beendete die Spielzeit 1973/74 mit dem 4. Tabellenplatz und qualifizierte sich letztlich am grünen Tisch – für die Qualifikation waren die aus den Ergebnissen der Vorjahre abgeleiteten Platzziffern in der Fünfjahreswertung maßgeblich, der Klub war aber erst zwei Spielzeiten in der Regionalliga vertreten und profitierte vom Aufstieg von Tennis Borussia Berlin in die Bundesliga, da zudem potentielle Berliner Nachrücker wie ´Blau-Weiß 90 Berlin oder Hertha Zehlendorf auf eine Teilnahme verzichteten – für die 2. Bundesliga Nord.
Anschließend sah der Klub vor, Becker zum Assistenten des neu verpflichteten Cheftrainers Horst Witzler zu machen, was dieser jedoch ablehnte. Nach einer 1:4-Niederlage am 13. Spieltag der Spielzeit 1974/75 bei Hannover 96 übernahm Weiß intermistisch das Cheftraineramt von Witzler, der beim Ligakonkurrenten Alemannia Aachen unterkam und als Nachfolger von Michael Pfeiffer und Interimslösung Gerd Prokop die dortigen Geschicke übernahm. Nach Siegen gegen den SC Fortuna Köln und HSV Barmbek-Uhlenhorst beendete ausgerechnet die Alemannia mit einem 2:4-Erfolg bei den Mülheimern deren Heimnimbus, die zuvor 23 Heimspiele in Serie ungeschlagen geblieben waren. Anschließend übernahm ab dem Auswärtsspiel bei Borussia Dortmund Richard Winking das Traineramt, Weiß rückte wieder ins zweite Glied. Auch unter Horst Bistrich, der zu Beginn der Spielzeit 1975/76 den Trainerposten antrat, arbeitete er ebenso wie nach der Rückkehr von Winking bzw. Gesell im weiteren Saisonverlauf als Assistent. Nach dem Abstieg des Klubs im Sommer 1976 brach die Mannschaft des finanziell in Schwierigkeiten geratenen Klubs auseinander, Gesell und Weiß blieben jedoch im Amt bis zum Insolvenzantrag im Herbst, in dessen Folge die Trainingsleitung von Ex-Spieler Hermann Scheibenzuber übernommen wurde.
1978 trat Weiß beim Mülheimer Lokalrivalen VfB Speldorf den Cheftrainerposten an. Unter seiner Leitung stieg die Mannschaft, in der unter anderem der Ex-Profi Reiner Greiffendorf spielte, bis in die viertklassige Verbandsliga Niederrhein auf. Später war er zunächst bei Schwarz-Weiß Essen im Marketing und Management tätig, ab 1993 engagierte er sich bei der SSVg Velbert und saß dort zeitweise im Vorstand.
Weiß war Mitglied im Bund Deutscher Fußball-Lehrer.